# Рубеж (журнал)
«Рубеж» — еженедельный литературно-художественный журнал, издававшийся в Харбине. Орган русской эмиграции на Дальнем Востоке. Первый номер датирован 20 августа 1926, последний — 10 августа 1945. Всего вышло 862 номера. Бессменный издатель (директор-распорядитель) — журналист Евгений Самойлович Кауфман (1889—1971).
Редактором журнала (с 1929 года) был Михаил Сергеевич Рокотов (настоящая фамилия Бибинов, 1895-1985), с 1941 года — попеременно Л. П. Ефимов и Е. Г. Кокшаров.
«Рубеж» стал наиболее известным изданием русской Маньчжурии, имел собственных корреспондентов в Европе, Америке и Австралии. В нём печатались не только местные авторы, но и писатели русской эмиграции из Европы. Постоянными авторами были Ачаир, Арсений Несмелов, Валерий Перелешин.
С 1992 года во Владивостоке издаётся ежегодный альманах «Рубеж», позиционирующийся как преемник харбинского журнала: его первый выпуск нумеровался 1 (863), а в редколлегии состоял и Перелешин.